# Elecciones estatales de Yucatán de 2010
Las Elecciones estatales de Yucatán de 2010 se llevaron a cabo el domingo 16 de mayo de 2010, y en ellas se renovaron los titulares de los siguientes cargos de elección popular del estado mexicano de Yucatán:
- 106 Ayuntamientos o Comunas: Formados por Regidores de mayoría relativa y de representación proporcional, siendo el primer regidor de mayoría electo como Presidente Municipal y el segundo regidor como Síndico;[1] todos electos por un periodo extraordinario de dos años (por esta única vez, ya que normalmente el periodo es de tres años) no reelegibles para el periodo inmediato. El número de regidores los establece la constitución de acuerdo a la población del municipio.[2]
- 25 Diputados al Congreso del Estado: 15 diputados electos por mayoría relativa elegidos en cada uno de los distritos electorales del estado, y 10 electos por el principio de representación proporcional.

## Resultados electorales

### Ayuntamientos (106)

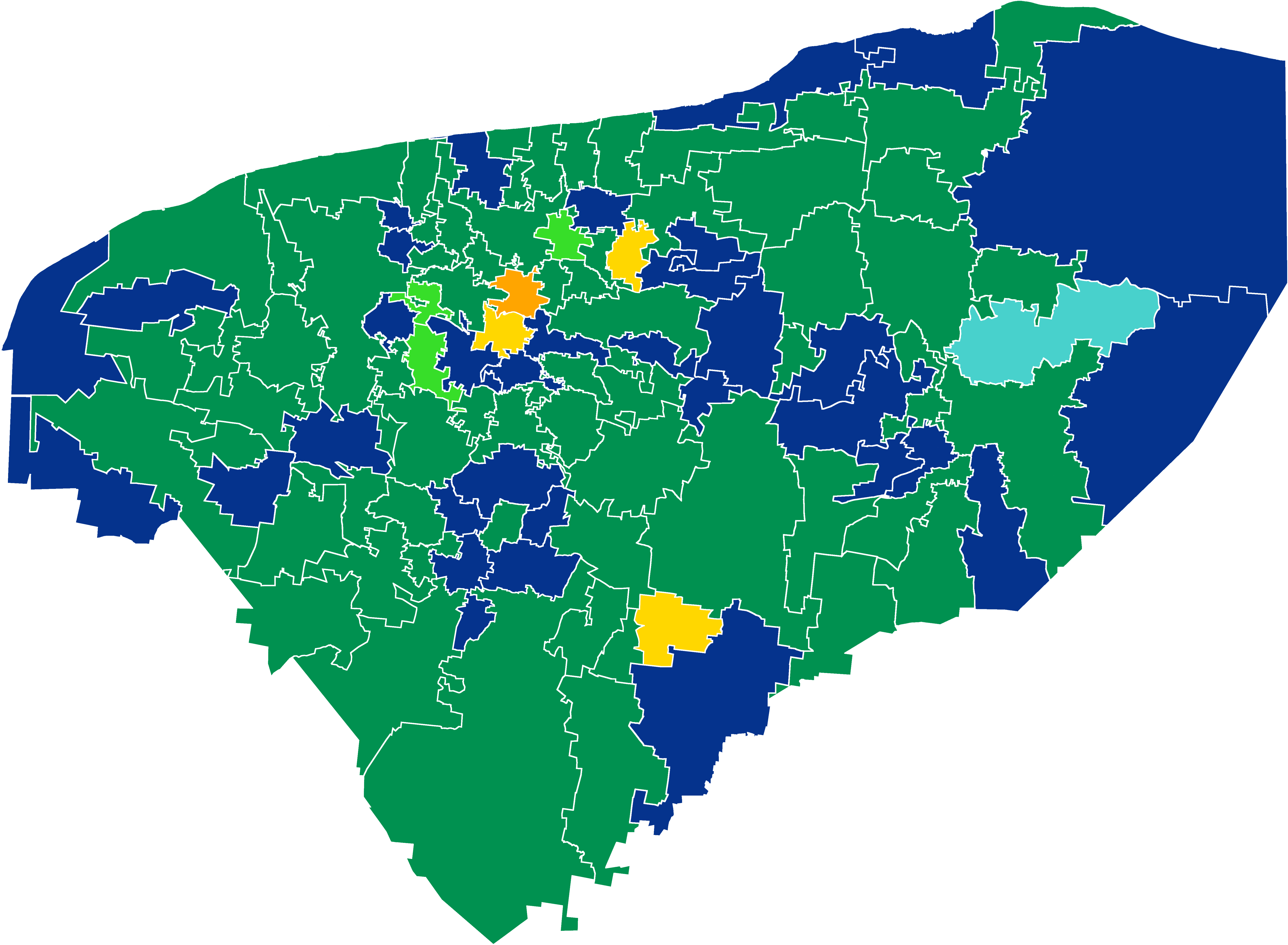
Distribución de las ayuntamientos por partido:
PRI (63)
PAN (35)
PRD (3)
PVEM (3)
Convergencia (1)
Nueva Alianza (1)

| Partido/Coalición | Partido/Coalición                                                       | Municipios                  |
| ----------------- | ----------------------------------------------------------------------- | --------------------------- |
|                   | Partido Acción Nacional                                                 | 35                          |
|                   | Partido Revolucionario Institucional Partido Verde Ecologista de México | 63 + 3 (sólo para el Verde) |
|                   | Partido de la Revolución Democrática                                    | 3                           |
|                   | Partido del Trabajo                                                     | 0                           |
|                   | Convergencia                                                            | 1                           |
|                   | Nueva Alianza                                                           | 1                           |
|                   | Partido Alianza por Yucatán                                             | 0                           |
| Fuente:IPEPAC     |                                                                         |                             |

#### Ayuntamiento de Mérida
| Partido/Coalición | Partido/Coalición                                                       | Candidato             | Candidato                    | Votos   | Porcentaje |
| ----------------- | ----------------------------------------------------------------------- | --------------------- | ---------------------------- | ------- | ---------- |
|                   | Partido Acción Nacional                                                 |                       | Beatriz Zavala Peniche       | 141,159 | 45.15%     |
|                   | Partido Revolucionario Institucional Partido Verde Ecologista de México |                       | Angélica Araujo Lara Hecho   | 154,101 | 49.29%     |
|                   | Partido de la Revolución Democrática                                    |                       | Eduardo Sobrino Sierra       | 2,419   | 0.77%      |
|                   | Partido del Trabajo                                                     |                       | Yazmin Gaspar Góngora        | 3,171   | 1.01%      |
|                   | Convergencia                                                            |                       | Israel Izquierdo Sosa        | 1,625   | 0.51%      |
|                   | Nueva Alianza                                                           |                       | Jorge Alberto Pérez Villamil | 2,561   | 0.81%      |
|                   | Partido Alianza por Yucatán                                             | No registró candidato | No registró candidato        | 269     | 0.08%      |
|                   | No registrados                                                          | No registrados        | No registrados               | 252     | 0.08%      |
|                   | Nulos                                                                   | Nulos                 | Nulos                        | 7,043   | 2.25%      |
| Total             | Total                                                                   | Total                 | Total                        | 312,600 | 100%       |
| Fuente: IPEPAC    |                                                                         |                       |                              |         |            |

#### Ayuntamiento de Valladolid
- Gonzalo Escalante Alcocer  Hecho

#### Ayuntamiento de Motul
- Mario Sosa y Lugo  Hecho

### Diputaciones (25)
| Partido                                       | Partido                                       | Mayoría relativa                              | Representación proporcional |
| --------------------------------------------- | --------------------------------------------- | --------------------------------------------- | --------------------------- |
|                                               | Partido Acción Nacional                       | 2                                             | 4                           |
|                                               | Partido Revolucionario Institucional          | 13                                            | 2                           |
|                                               | Partido de la Revolución Democrática          | 0                                             | 2                           |
|                                               | Partido del Trabajo                           | 0                                             | 0                           |
|                                               | Partido Verde Ecologista de México            | 0                                             | 2                           |
|                                               | Convergencia                                  | 0                                             | 0                           |
|                                               | Nueva Alianza                                 | 0                                             | 0                           |
|                                               | Partido Alianza por Yucatán                   | 0                                             | 0                           |
| Fuente: PREP Yucatán 17 de mayo 2010, 9:40 AM | Fuente: PREP Yucatán 17 de mayo 2010, 9:40 AM | Fuente: PREP Yucatán 17 de mayo 2010, 9:40 AM | DidY                        |

| Predecesor: Elecciones estatales de Yucatán de 2007 | Elecciones estatales de Yucatán 2010 | Sucesor: Elecciones estatales de Yucatán de 2012 |